# Сарабурун
Сарабурун е връх, който се намира в североизточния дял на Родопите (ридът Гората) на територията на общ. Любимец. Върхът се намира североизточно от с. Вълче поле и югоизточно от връх Шейновец, в непосредствена близост до българо-гръцката граница. Надморска височина – 454 m.
Върхът е известен с това, че на 31 март 1952 г. в подножието му се състои най-голямото сражение в историята на Гранични войски между граничари и диверсантска група, опитваща се да премине на територията на Гърция, след като е изпълнила задачата си в България. В битката групата е унищожена, но загиват трима граничари: мл. сержант Асен Илиев, ефр. Георги Стоименов и редник Стоил Косовски от заставите „Орел“ (преименувана впоследствие на „Асен Илиев“) и „Круша“ (преименувана впоследствие на „Стоил Косовски“). В югозападното подножие на върха има паметник на тримата загинали граничари.